# Liniewko
Liniewko (kaszb.Liniéwkò) – osada kociewska w Polsce położona w województwie pomorskim, w powiecie tczewskim, w gminie Tczew. Wieś wchodzi w skład sołectwa Wędkowy.
W latach 1975–1998 miejscowość administracyjnie należała do województwa gdańskiego.
Inne miejscowości o nazwie Liniewko: Liniewo, Linia